# Flâmine marcial
Na religião da Roma Antiga, o flâmine marcial (em latim: flamen martialis) era o sumo sacerdote do culto oficial estatal a Marte, o deus da guerra. Era um dos flâmines maiores, os três três sumo sacerdotes que tinham uma posição de distinção entre os quinze flâmines. O flâmine marcial era responsável pelos rituais públicos nos dias consagrados a Marte e, entre suas tarefas, estava carregar as lanças sagradas de Marte quando o exército romano se preparava para a guerra.
Como outros flâmines maiores, o flâmine marcial era um patrício e era obrigado a se casar através da cerimônia conhecida como "confarreatio". É incerto se a morte de sua esposa requereria ou não que ele renunciasse às suas funções como era o caso dos flâmines diales.

## Deveres
Na Larentália, em abril, o flâmine marcial derramava libações em homenagens a Aca Larência, a esposa de Fáustulo, padrasto dos gêmeos fundadores de Roma, Rômulo e Remo. Historiadores modernos assumem que, embora não seja especificado diretamente em nenhuma fonte antiga, os flâmines marciais presidiam o "Cavalo de Outubro", o sacrifício ritual de um cavalo a Marte no Campo de Marte.
Os flâmines maiores estavam sujeitos a diversas proibições que restringiam muito suas carreiras políticas e militares. Na década de 240 a.C., por exemplo, o cônsul Aulo Postúmio Albino não pôde assumir um posto militar por que o pontífice máximo, Lúcio Cecílio Metelo, invocou a proibição de os flâmines marciais de deixarem a cidade de Roma.

## Lista dos flâmines marciais
O sacerdócio era vitalício; as datas abaixo representam o ano no qual ele é registrado.
- Aulo Postúmio Albino, c. 244 a.C..
- Marco Emílio Régilo, m. 204 a.C..
- Lúcio Vetúrio Filo, sucessor do anterior[5].
- Lúcio Valério Flaco, cônsul em 131 a.C..
- Lúcio Valério Flaco, cônsul em 100 a.C. e príncipe do senado em 86 a.C..
- Lúcio Cornélio Lêntulo Níger (m. 56 a.C.?), sucessor do anterior em 69 a.C. e notável pelo detalhado registro de seu jantar pontificial realizado em sua nomeação[6].
- Lúcio Lêntulo, c. 25 a.C.[7].
- Caio Júnio Silano, cônsul em 10.